# 盐田坳收费站
盐田坳收费站是广东省深圳市最后一个非高速公路收费站，原位于惠盐路（惠盐高速公路横岗——盐田段）盐田坳隧道的盐田出口一侧，已于2015年2月1日起停止收费并废除。

## 盐田坳隧道概况
惠鹽高速公路是盐田港往北进出港的重要通道，线上有双孔各二车道的盐田坳隧道，其中左行隧道长1413m ，右行隧道长1418m。由机荷高速公路荷坳收费站出到盐田坳距离为10.8公里，其中荷坳到盐田坳隧道之间7公里为市政道路 （横岗——盐田一段叫做惠盐路） ，以上路段历史上均被一并纳入惠盐高速公路工程范围建设。

### 收费标准
截止停止收费前，该收费站由广东省高速公路公司（广东省交通集团子公司）和深圳市东鹏实业有限公司（即后来的盐田港股份）合资的惠盐高速公司收费，但因政策问题而没纳入广东省的高速公路收费系统，不能使用粤通卡。收费标准为：小车5元，大货车30元。

## 收费争议
2003年深圳市出台《深圳道路公路和隧道收费改革实施方法》，提出废除深圳市内所有非高速公路（包括位于其上的隧道）的过路费的目标；且深圳市政府2011年承诺推进“不上高速路、不收一分钱。”后撤销了大量在市政道路 （包括省道，县道）上的收费站，马田、水田收费站也于2012年1月撤销。因此自2004年来市区级人大代表，盐田的物流企业，及过往司机均开始质疑盐田坳隧道收费的合法合理性。
然而由于横岗到盐田坳隧道之间的市政道路 （又叫做惠盐路）和盐田坳隧道历史上均被一并纳入惠盐高速公路工程范围建设，日后很长一段时间也是由惠盐高速公司管理，而在省的公路网里划为城市快速路范畴，并给予S202的粤高速编号。因此该段路和盐田坳隧道一起成了“管理上属高速路（开放路段），实际上乃市政路”的四不像。这也给取消盐田坳收费站带来很大麻烦。

### 暴力冲卡事件频发
由于惠盐路有大量货车通行，大货车司机不满盐田坳收费站迟迟不能撤销，发生大量的冲卡现象。日冲卡量最高可达每日2000辆。收费站为此设立了收费督察员，若收费督察员能拦下冲卡车辆，即可获得奖励。甚至发生了收费站工作人员准备石头砸冲卡车辆，司机带石头冲卡的恶性事件；并有收费员拦阻冲卡车辆时而被撞死的悲剧。

### 相关调查与质疑
盐田区人大代表耿博调查后认为：根据广东省物价局1994年 《关于深圳盐田坳隧道设点收费批复》和1995年《关于调整盐田坳隧道收费标准的批复》两份文件均规定。盐田坳收费站只能收取隧道通行费，而非高速公路通行费。而根据2003年《深圳道路公路和隧道收费改革实施方法》就应该及早终结其“收费”。

## 政府收回及停止收费
由于社会各界废站呼声强烈，深圳市交委会从2012年开始参照路隧改革的经验做法，委托专业机构对盐田坳隧道未来的车流量进行了预测。并在预测的基础上，由专业机构按照收费现值法对盐田坳隧道的收费权益价值进行了评估，并会同市各相关单位和区政府就取消收费涉及的问题与惠盐高速公路公司进行了多轮谈判，最终于2015年1月5日与惠盐高速公路公司及其股东达成一致意见。决定从2015年2月1日零时起，取消盐田坳收费站。